# Télécabine de Tizi Ouzou
La télécabine de Tizi Ouzou est une télécabine urbaine située dans la ville de Tizi Ouzou en Kabylie (Algérie). Elle constitue la première section d'un système de transport par câble téléporté composé de deux télécabines et d'un téléphérique successifs. La première télécabine a été inaugurée le 12 janvier 2020 à l'occasion du nouvel an berbère, elle relie la gare multimodale de Kef Naâdja au quartier de M'douha. La seconde télécabine reliera le quartier de M'douha à l'hôpital Sidi Belloua, le téléphérique reliera l'hôpital Sidi Belloua au village de Redjaouna.

## Historique
Les travaux de construction de la première télécabine de Tizi Ouzou ont été lancés en 2014.
La première section du système de transport par câble téléporté de Tizi Ouzou, reliant la gare multimodale de Kef Naâdja au quartier de M'douha, a été mise en service le 12 janvier 2020 à l'occasion du Yennayer 2970,,,. La ligne a été arrêtée durant 15 mois (de mars 2020 à juin 2021) en raison des mesures sanitaires liées à la pandémie de covid-19.

## Caractéristiques
La section reliant la gare multimodale de Kef Naâdja au quartier de M'douha est une télécabine à pince débrayable constituée de trois tronçons pour une longueur totale de parcours de 2 446 mètres. Le premier tronçon relie gare multimodale de Kef Naâdja à la Nouvelle Ville, le deuxième relie la Nouvelle Ville au stade du 1er Novembre et le troisième relie le stade du 1er Novembre au quartier du M'Douha,,,.
| Numéro | Nom            | Caractéristique    | Altitude |
| ------ | -------------- | ------------------ | -------- |
| 1      | Kef Naâdja     | Gare tension       | 105 m    |
| 2      | Nouvelle Ville | Gare intermédiaire | 175 m    |
| 3      | 1er Novembre   | Gare intermédiaire | 178 m    |
| 4      | M'Douha        | Gare motrice       | 180 m    |

L'installation dispose de 65 cabines détachables d'une capacité de dix personnes desservant alternativement les deux stations terminales. La durée du trajet est d'environ 7 min 41 s avec une vitesse moyenne de 5,5 m/s. Le débit estimé est de 2 400 passagers par heure,.

## Exploitation
La télécabine de Tizi Ouzou est exploitée par l'Entreprise de transport algérien par câbles (ETAC), qui exploite et gère tous les téléphériques et télécabines d'Algérie, avec un service quotidien de 6 h à 19 h en semaine, et de 6 h à 12 h le vendredi,,.

## Extensions
À terme, le système de transport par câble téléporté de Tizi Ouzou sera complété par deux nouvelles sections, :
- une télécabine qui reliera le quartier de M'douha à l'Hôpital Sidi Belloua (à une altitude de 600 m, sur une longueur de 1 866 m et avec un débit estimé de 1 000 personnes/heure ;
- un téléphérique qui reliera l'Hôpital Sidi Belloua au village de Redjaouna (à une altitude de 709 m), sur une longueur de 1 158 m et  avec un débit estimé de 550 personnes/heure.

Ainsi, l'ensemble du système de transport par câble aura une longueur totale de 5,4 km, comportera six stations, dont quatre intermédiaires, et 120 cabines.

## Fréquentation
En 2022, la télécabine de Tizi Ouzou a été emprunté par plus de 3,2 millions de personnes et plus de 15 000 passagers en moyenne tous les jours de la semaine.
La fréquentation a augmenté en 2023 avec plus de 3,5 millions de personnes transportées soit 44% du total des usagers des transports par câble de toute l'Algérie.